# UH-72 (航空機)
UH-72 ラコタ
UH-72A ラコタ
- 用途：汎用ヘリコプター
- 分類：ヘリコプター
- 製造者：アメリカン・ユーロコプター
- 運用者： アメリカ合衆国（アメリカ陸軍）
- 初飛行：2006年
- 生産数：463機（2020年9月時点）
- 運用開始：2007年
- 運用状況：現用

UH-72 ラコタ（英語: UH-72 Lakota）は、ユーロコプター EC 145の軍用機版であり、EADSの子会社であるアメリカン・ユーロコプターで生産され2006年からアメリカ陸軍で運用されている軽量多目的ヘリコプターである。欧州製ヘリコプターとしては、アメリカ陸軍で大規模に採用された初の機種となった。
ラコタの愛称は、アメリカ先住民のスー族の別称に由来する。

## 開発

### 背景
アメリカ陸軍はLHX計画を1980年代初頭に開始し、2種類のヘリコプター導入を検討した。1つは、軽量多目的機（LHX-U）で強襲、近接航空支援、輸送での使用が想定された。もう一方は、軽量で哨戒/攻撃用（LHX-SCAT）としてAH-64 アパッチが開発された。軽量多目的機の概念は計画から外され、攻撃/偵察に主眼が置かれたRAH-66が開発された。
2004年、RAH-66計画が中止され、補完する計画が持ち上がった。計画には、武装偵察ヘリコプター（ARH）、軽量多目的ヘリコプター（LUH）、次世代貨物航空機が計画された。いずれも生産中の民間機を陸軍仕様に改良する計画であった。次世代貨物航空機（FCA）は、統合貨物輸送機計画（JCA）に改名されC-27Jを採用、武装偵察ヘリコプターには、ARH-70が選定候補にあがったが採用されなかった。

### LUH 計画とUH-145
LUH計画は2004年初頭に立案された。未だ多数が残っているUH-1H/VやOH-58A/Cの代替として、322機が警備、輸送、医療などに使用される予定である。候補にはベル 412、MD エクスプローラー、アグスタウエストランド AW139、 EADS North America（EADS NA）の販売するユーロコプター EC 145の派生型であるUH-145を含む5機種が挙がった。
最終的にユーロコプター EC 145を選定し、2006年6月30日にEADSとの契約が成立した。同年にアメリカ国防総省は、UH-72 ラコタと命名した。2007年に生産が始まり、アメリカ陸軍では345機の取得が予定されたが、2009年の時点で発注したUH-72Aは128機である。アメリカ陸軍はその後、TH-67 クリークの後継となる練習ヘリコプターとしても運用することを決めている。さらに、OH-58Dの後継機トライアル提出仕様である武装偵察型AAS-72Xも計画されていた。
エアバス・ヘリコプターズは2017年10月9日、アメリカ陸軍に400機目のUH-72A ラコタを納入したと発表した。
原型のEC 145とは別に輸出も行われており、タイ王国陸軍が採用している。
UH-72の元となったEC 145は、ユーロコプターと日本の川崎重工の共同開発機体であるため（川崎重工ではBK-117-C2）、UH-72の一部のコンポーネント（トランスミッションなど）は日本製である。

## 派生型

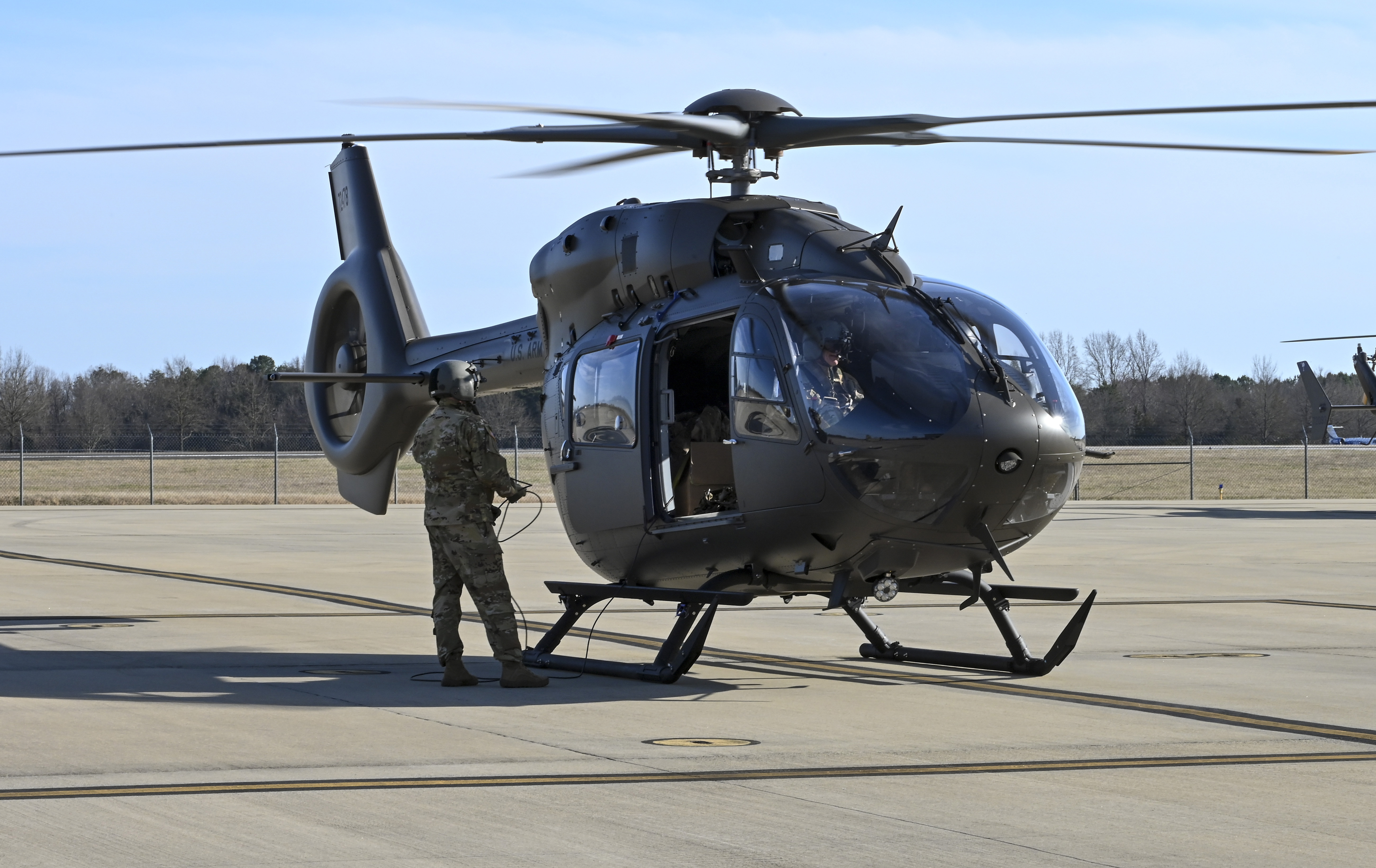
UH-72B

- UH-72A

基本型
- UH-72B

BK117 D-3 / H145をベースの発展型。A型からの変更点は、テールローターをフェネストロンに変更、メインローターブレードの枚数を4枚から5枚に増枚、グラスコックピット化、エンジンの換装し出力増となっている。2021年9月に最初の改修機がアメリカ陸軍に引き渡された。

## 仕様 (UH-72A)
出典: 
諸元
- 乗員: 2名（操縦士）
- 定員: 兵士8名または2台の担架と医療要員
- 全長: 13.03m （42ft 7in）
- 全高: 3.45m （11ft 9in）
- ローター直径: 11.00m （36ft 1in）
- 空虚重量: 1,792kg （3,950lb）
- 最大離陸重量: 3,585kg （7,903lb）
- 動力: チュルボメカ アリエル IE2 ターボシャフトエンジン、551kW （738shp）   × 2

性能
- 超過禁止速度: 269km/h=M0.22 （145kts, 167mph）
- 巡航速度:  （131kts）
- 航続距離: 685km （370海里, 426miles）
- 実用上昇限度: 5,791m （18,000ft）